# Tar (ort i Kroatien)
Tar är en ort i Kroatien.   Den ligger i staden Grad Poreč och länet Istrien, i den västra delen av landet, 190 km väster om huvudstaden Zagreb. Tar ligger 104 meter över havet och antalet invånare är 890.
Terrängen runt Tar är platt åt sydväst, men åt nordost är den kuperad. Havet är nära Tar åt sydväst. Runt Tar är det ganska glesbefolkat, med 27 invånare per kvadratkilometer. Närmaste större samhälle är Poreč, 8,7 km söder om Tar. Omgivningarna runt Tar är en mosaik av jordbruksmark och naturlig växtlighet.